# محطة بيكرينق للطاقة النووية
محطة بيكرينق للطاقة النووية هي محطة طاقة نووية كندية تقع على الشاطئ الشمالي لبحيرة أونتاريو في ولاية أونتاريو. هي واحدة من أقدم محطات الطاقة النووية في العالم وواحدة من أكبر المحطات الكندية حيث تنتج حوالي 15 ٪ من الطاقة في أونتاريو وتوظف 3000 عامل.
تحتوي المحطة على توربين واحد فقط بواسطة عنفة رياح بقوة 1.8 ميجاوات وهو من التوربينات التذكارية.

## البناء
بُنيت هذه المنشأة على مراحل بين عامي 1966 و1986 من قِبل شركتي كراون وأونتاريو هايدرو الإقليميتين، مع جدول زمني هام لإنجازها عام 1971. قُسمت شركة أونتاريو هايدرو إلى خمس شركات تابعة لشركة كراون في أبريل 1999 مع تولي شركة أونتاريو لتوليد الطاقة (أو جي بّي) السيطرة على جميع محطات توليد الكهرباء. استمرت شركة أونتاريو لتوليد الطاقة بتشغيل محطة بيكرينق.
تعَد محطة بيكرينق واحدة من أكبر المنشآت النووية في العالم، وتضم ستة مفاعلات نووية من نوع كندو بإجمالي إنتاج يبلغ 3100 ميجاواط عندما تكون جميع الوحدات قيد العمل، ووُقفت منشأتان خارج نطاق العمل حاليًا في المخزن الآمن. تتصل المنشأة بشبكة الكهرباء في أمريكا الشمالية عبر العديد من خطوط نقل 230,000 و500،000 فولط.
كانت المنشأة تعمل باعتبارها محطتين منفصلين هما بيكرينق إيه (تشمل الوحدات من 1 إلى 4) وبيكرينق بي (تشمل الوحدات من 5 إلى 8) حتى عام 2011.  لم تكن المحطتان اصطناعيتان بالكامل في حين كانت طبيعتهما إدارية في المقام الأول، إذ توجد بعض الاختلافات الواضحة في التصميم بين مجموعتي المحطات. (مثال: تستخدم وحدات بيكرينق إيه وسيط تفريغ باعتباره آلية لإيقاف التشغيل، وهي ميزة غير موجودة في بيكرينق بي). ومع ذلك، هناك عدد من الأنظمة والهياكل المشتركة بين المحطتين، أبرزها هو بناء الفراغ المشترك، وهو نظام لاحتواء الضغط السلبي. وُحّدت عمليات تشغيل المحطتين بيكرينق إيه وبيكرينق بي من أجل تخفيض التكاليف الآن بعد إيقاف تشغيل الوحدات 2 و3 من المحطة بيكرينق إيه في المخزن الآمن.

## الإغلاق الجزئي
توقفت مفاعلات بيكرينق إيه الأربعة في 31 ديسمبر 1997 عن العمل من قِبل شركة أونتاريو هايدرو وحُوّلت إلى وضع إيقاف الخدمة مؤقتًا، ما أدى إلى تعليق العمل على تطوير نظام الإغلاق. التزمت شركة أونتاريو هايدرو بإعادة تشغيل الوحدات، لكن المشروع تعرض لتأخيرات طويلة وتكلفة كبيرة زائدة.
طلب رئيس الوزراء مايك هاريس من وزير الطاقة الفيدرالي السابق جيك إيب أن يدرس ويقدم توصيات بشأن مشاكل إعادة تشغيل منشأة بيكرينق. واعترف السيد إيب بالتكاليف الكبيرة الزائدة والتأخير في إرجاع اللوم إلى الإدارة السيئة. قدّرت مراجعة إيب تكلفة إعادة تشغيل المفاعلات المتبقية بمبلغ 3-4 مليار دولار ودعمت استمرارية المشروع.
أدى انتخاب حزب أونتاريو الليبرالي عام 2003 إلى تأخير اتخاذ إجراء بشأن تقرير إيب. عينت حكومة دالتون مكغانتي إيب لمراجعة شركة أونتاريو لتوليد الطاقة التي يرأسها جون مانلي لدراسة الدور المستقبلي للشركة في سوق الكهرباء الإقليمي واستجواب هيكلها المؤسسي والإداري، وتحديد ما إذا كان يجب أن تستمر المصلحة العامة مع تجديد ثلاثة مفاعلات نووية أخرى في منشأة بيكرينق للطاقة النووية. أوصى التقرير بمتابعة إعادة تشغيل وحدات مفاعل بيكرينق إيه 1 و2 و3 بالتتابع. (أُعيد تشغيل الوحدة 4 عام 2003). وقال التقرير إن إعادة تشغيل الوحدتين 2 و3 سيكون مشروطًا «بقدرة شركة أونتاريو لتوليد الطاقة على النجاح في مشروع إعادة تشغيل الوحدة 1».
قبلت حكومة مكغانتي توصية لجنة مراجعة شركة أونتاريو لتوليد الطاقة وسمحت بإعادة تشغيل المفاعل 1، الذي ما يزال يخضع لمشاكل التكاليف الزائدة والتأخير. أعلن مجلس إدارة شركة أونتاريو لتوليد الطاقة، في أغسطس 2005، أن الوحدتين 2 و3 لن تُجددا بسبب المخاطر الفنية والمالية التي تحيط بالحالة المادية لهاتين الوحدتين.
انتقدت مجموعة سييرا كلوب الكندية المناهضة للأنشطة النووية التقرير لعدم إلقاء أي لوم على مشكلات التكنولوجيا النووية، مشيرةً إلى عدم تعيين خبراء طاقة أو بيئة في اللجنة.
أُجريت العديد من التغييرات في الموظفين على المستوى التنفيذي، ونُفذت إستراتيجية إدارة المشروع لمشروع متابعة تجديد الوحدة 1. كانت تجربة تجديد وحدة بيكرينق 1 مختلفة اختلافًا كبيرًا عن الوحدة 4، مع التزام أكثر إحكامًا بالجدول الزمني والميزانية. أُعيدت الوحدة 1 للخدمة في نوفمبر 2005، إذ زودت نظام الكهرباء في أونتاريو بما يبلغ 542 ميجاواط من القدرة التوليدية.